# Герб Николаевской области
Герб Никола́евской о́бласти (укр. Герб Миколаївської області) — символ и официальная эмблема власти, которая отражает историю, особенности и традиции Николаевской области Украины. Вместе с флагом составляет официальную символику органов городского самоуправления и исполнительной власти области. Утверждён решением №5 облсовета от 27 июля 2001.

## Описание
В лазоревом поле с серебряной волнистой оконечностью золотая архиерейская митра поверх скрещённых золотых посохов, в основании амфора натурального цвета. Щит положен на эклектический картуш стального цвета, увенчанный венцом из пяти золотых колосков. На картуше размещены якорь и виноградная лоза.